# Winifred Peck
Winifred Frances Peck (de soltera Knox; 14 de septiembre de 1882 - 20 de noviembre de 1962),  apodada Lady Peck desde 1938, fue una novelista y biógrafa inglesa.

## Biografía
Winifred nació en 1882 en el número 8 de Merton Street, Oxford, hija menor del reverendo Edmund Arbuthnott Knox y de Ellen Penelope French, hija del misionero reverendo Valpy French. Su padre era miembro del Merton College de Oxford en la época de su nacimiento y más tarde fue el cuarto obispo de Manchester (1903-1921). Su padre era de ascendencia escocesa del Ulster.
Knox fue una de las primeras cuarenta alumnas que asistieron a la Wycombe Abbey School, y más tarde estudió Historia Moderna en el Lady Margaret Hall de Oxford.
En 1911, Knox se casó con el funcionario James Peck. Tuvieron tres hijos (el segundo falleció antes que sus padres). Cuando a su marido le fue concedido el título de Caballero en 1938, ella asumió el título de Lady Peck.
Lady Peck murió en 1962.

## Trayectoria
El primer libro de Knox, escrito en 1909, fue una biografía de Luis IX.
Diez años después de escribir su primer libro, Winifred Peck comenzó una carrera como novelista que la llevó a publicar veinticinco libros a lo largo de cuarenta años, entre ellos House-bound (1942), reeditado en 2007 por Persephone Books. También escribió dos libros sobre su propia infancia, A Little Learning (1952) y Home for the Holidays (1955).
Peck era hermana de E. V. Knox, editor de Punch; Ronald Knox, teólogo y escritor; Dilly Knox, criptógrafo; Wilfred Lawrence Knox, clérigo; y Ethel Knox. Su sobrina fue la escritora Penelope Fitzgerald, ganadora del Premio Booker, que escribió una biografía de su padre, E. V. Knox, y de sus tíos, titulada The Knox Brothers.

## Libros
En su entrada Quién es Quién, Peck enumeró los siguientes libros de ella:
- The Court of a Saint (1909)
- Twelve Birthdays (1918)
- The Closing Gates (1922)
- A Patchwork Tale (1925)[n 1]
- The King of Melido (1927)
- A Change of Master (1928)
- The Warrielaw Jewel (1933)
- The Skirts of Time (1935)
- The Skies are Falling (1936)
- They Come, They Go (1937)
- Coming Out (1938)
- Let Me Go Back (1940)
- Bewildering Cares (1940)
- A Garden Enclosed (1941)
- Housebound (1942)
- Tranquillity (1943)
- There is a Fortress (1945)
- Through Eastern Windows (1947)
- Veiled Destinies (1948)
- Arrest the Bishop (1949)
- A Clear Dawn (1949)
- Facing South (1950)
- Unseen Array (1951)
- Winding Ways (1952)
- A Little Learning (1952)
- Home for the Holidays (1955)